# ديفيد كولينز
ديفيد كولينز (بالإنجليزية: David Collins)‏ (1 يناير 1912 بدمبارتون في المملكة المتحدة - ) هو لاعب كرة قدم بريطاني في مركز جناح ‏. لعب مع نادي دمبرتون ونادي غرينوك مورتون.